# میس پیگی
میس پیگی (انگلیسی: Miss Piggy) از شخصیت‌های ماپت است که به خاطر نقش تعیین‌کننده اش در موفیت ده ماپت شوی جیم هنسن شناخته می‌شود. میس پیگی از زمان معرفی شدن در سال ۱۹۷۶، به خاطر شخصیت متغیر دیوا گونه اش، گرایشش به استفاده از عبارات فرانسوی و کاراته کار کردنش شناخته می‌شود. او همچنین به دلیل رابطه عاشقانه گاه‌وبیگاهش با کرمیت قورباغه، که در ۱۹۷۸ شروع شد و از سال ۲۰۱۵ در فاصله دارترین وضعیت خود بوده شناخته می‌شود. فرانک اوز تا سال ۲۰۰۰ این نقش را ایفا می‌کرد.